# Booker (Texas)
Booker é uma cidade  localizada no estado norte-americano de Texas, nos Condado de Lipscomb e Condado de Ochiltree.

## Demografia
Segundo o censo norte-americano de 2000, a sua população era de 1315 habitantes. 
Em 2006, foi estimada uma população de 1334, um aumento de 19 (1.4%).

## Geografia
De acordo com o United States Census Bureau tem uma área de 2,7 km², dos quais 2,7 km² cobertos por terra e 0,0 km² cobertos por água. Booker localiza-se a aproximadamente 863 m acima do nível do mar.

## Localidades na vizinhança
O diagrama seguinte representa as localidades num raio de 36 km ao redor de Booker. 